# Trachelas spicus
Espèce
Trachelas spicus est une espèce d'araignées aranéomorphes de la famille des Trachelidae.

## Distribution
Cette espèce est endémique du Chiapas au Mexique. Elle se rencontre vers San Cristóbal de Las Casas.

## Description
Les mâles mesurent de 6,26 à 6,41 mm.

## Publication originale
- Platnick & Shadab, 1974 : A revision of the tranquillus and speciosus groups of the spider genus Trachelas (Araneae, Clubionidae) in North and Central America. American Museum Novitates, no 2553, p. 1-34 (texte intégral).